# Vignacourt
Vignacourt és un municipi francès situat al departament del Somme i a la regió dels Alts de França. L'any 2007 tenia 2.232 habitants.

## Demografia

### Població

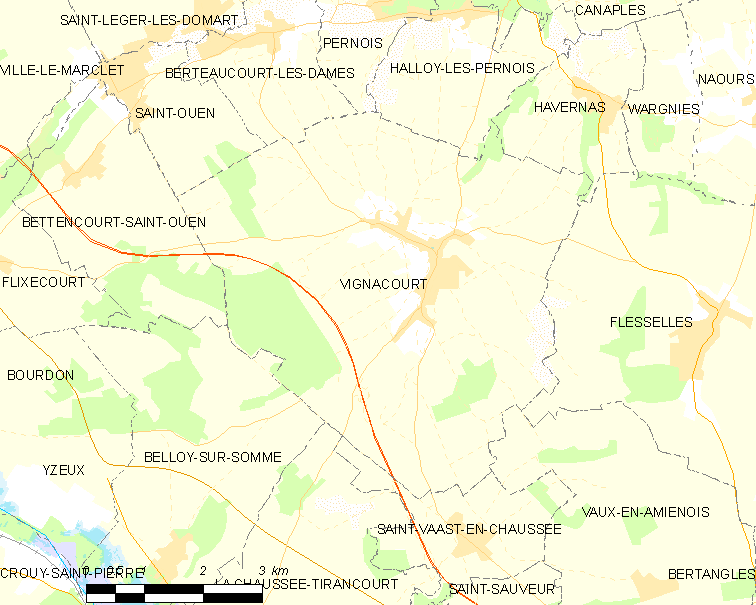

El 2007 la població de fet de Vignacourt era de 2.232 persones. Hi havia 876 famílies de les quals 210 eren unipersonals (99 homes vivint sols i 111 dones vivint soles), 262 parelles sense fills, 354 parelles amb fills i 50 famílies monoparentals amb fills.
La població ha evolucionat segons el següent gràfic:
Habitants censats

### Habitatges
El 2007 hi havia 938 habitatges, 891 eren l'habitatge principal de la família, 6 eren segones residències i 41 estaven desocupats. 915 eren cases i 15 eren apartaments. Dels 891 habitatges principals, 756 estaven ocupats pels seus propietaris, 116 estaven llogats i ocupats pels llogaters i 20 estaven cedits a títol gratuït; 4 tenien una cambra, 31 en tenien dues, 129 en tenien tres, 227 en tenien quatre i 500 en tenien cinc o més. 659 habitatges disposaven pel capbaix d'una plaça de pàrquing. A 408 habitatges hi havia un automòbil i a 376 n'hi havia dos o més.

### Piràmide de població
La piràmide de població per edats i sexe el 2009 era:
| Homes | Edats   | Dones |
| ----- | ------- | ----- |
| 0     | 95 o +  | 0     |
| 0     | 90 a 94 | 12    |
| 8     | 85 a 89 | 12    |
| 4     | 80 a 84 | 16    |
| 44    | 75 a 79 | 32    |
| 36    | 70 a 74 | 36    |
| 48    | 65 a 69 | 72    |
| 36    | 60 a 64 | 48    |
| 64    | 55 a 59 | 64    |
| 108   | 50 a 54 | 88    |
| 80    | 45 a 49 | 100   |
| 88    | 40 a 44 | 76    |
| 60    | 35 a 39 | 56    |
| 100   | 30 a 34 | 76    |
| 72    | 25 a 29 | 64    |
| 68    | 20 a 24 | 52    |
| 80    | 15 a 19 | 116   |
| 44    | 10 a 14 | 64    |
| 76    | 5 a 9   | 40    |
| 44    | 0 a 4   | 60    |

## Economia
El 2007 la població en edat de treballar era de 1.438 persones, 1.055 eren actives i 383 eren inactives. De les 1.055 persones actives 948 estaven ocupades (513 homes i 435 dones) i 108 estaven aturades (52 homes i 56 dones). De les 383 persones inactives 131 estaven jubilades, 121 estaven estudiant i 131 estaven classificades com a «altres inactius».

### Ingressos
El 2009 a Vignacourt hi havia 901 unitats fiscals que integraven 2.290,5 persones, la mediana anual d'ingressos fiscals per persona era de 18.673 €.

### Activitats econòmiques
Dels 73 establiments que hi havia el 2007, 3 eren d'empreses alimentàries, 4 d'empreses de fabricació d'altres productes industrials, 13 d'empreses de construcció, 14 d'empreses de comerç i reparació d'automòbils, 5 d'empreses de transport, 4 d'empreses d'hostatgeria i restauració, 3 d'empreses immobiliàries, 8 d'empreses de serveis, 14 d'entitats de l'administració pública i 5 d'empreses classificades com a «altres activitats de serveis».
Dels 20 establiments de servei als particulars que hi havia el 2009, 1 era una oficina de correu, 1 taller de reparació d'automòbils i de material agrícola, 1 autoescola, 1 paleta, 2 guixaires pintors, 1 fusteria, 2 lampisteries, 3 electricistes, 1 empresa de construcció, 4 perruqueries, 2 restaurants i 1 agència immobiliària.
Dels 6 establiments comercials que hi havia el 2009, 1 era un hipermercat, 1 una botiga de menys de 120 m², 2 carnisseries, 1 una botiga de congelats i 1 una joieria.
L'any 2000 a Vignacourt hi havia 33 explotacions agrícoles que ocupaven un total de 2.163 hectàrees.

## Equipaments sanitaris i escolars
L'únic equipament sanitari que hi havia el 2009 era una farmàcia.
El 2009 hi havia 1 escola maternal i 1 escola elemental.

## Poblacions més properes
El següent diagrama mostra les poblacions més properes.